# Horace Heidt
Horace Heidt (21 de mayo de 1901-1 de diciembre de 1986) fue un pianista, líder de big band y figura radiofónica y televisiva de nacionalidad estadounidense. Su banda, Horace Heidt and His Musical Knights, hizo giras de vodevil y actuó en la radio y televisión a lo largo de las décadas de 1930 y 1940.

## Biografía
Nacido en Alameda (California), Heidt estudió en la Culver Academies.
Entre 1932 y 1953 fue uno de los más populares líderes de banda de la radio, siendo escuchado a la vez en las cadenas NBC Blue Network y CBS en diferentes formatos a lo largo de los años. Se inició en la NBC Blue Network en 1932 bajo el patrocinio de Shell Oil con los programas Ship of Joy y Answers by the Dancers. A finales de los años treinta hizo para la CBS los espacios Captain Dobbsie's Ship of Joy y Horace Heidt's Alemite Brigadeers, antes de volver a la NBC para emitir entre 1937 y 1939.
El cantante Matt Dennis se inició con la banda de Heidt, y Art Carney era el cantante cómico del grupo. Las grabaciones de la formación tuvieron un gran éxito, siendo "Gone with the Wind" N.º 1 en 1937 y "Ti-Pi-Tin" N.º 1 en 1938. En 1939 "The Man with the Mandolin" llegó al N.º 2 de las listas.
Su programa radiofónico en la NBC Pot o' Gold (1939–41) fue la base del film de 1941 con el mismo título. Producido por James Roosevelt (hijo del presidente de los Estados Unidos) y dirigido por George Marshall, la película estaba protagonizada por James Stewart y Paulette Goddard, y en la misma actuaba Heidt interpretándose a sí mismo con su banda. Carney podía ser visto en alguno de los números musicales del film.
Entre 1940 y 1944 hizo Tums Treasure Chest, y entre 1943 y 1945 hizo varios shows para Blue Network. Lucky Strike patrocinó el programa The American Way, emitido en la CBS en 1953.
El 7 de diciembre de 1947 la NBC lanzó The Horace Heidt Youth Opportunity Program, un programa cazatalentos. Entre los artistas que saltaron a la fama gracias a ese show figuran el acordeonista Dick Contino, Art Carney, Frankie Carle, Gordon MacRae, The King Sisters, Alvino Rey, Frank De Vol y Al Hirt. Cuando el programa se pasó a la televisión en 1950, fue uno de los primeros espacios televisivos cazatalentos. Otros ganadores fueron The Philharmonics y el vocalista Ralph Sigwald.
Tras alcanzar la fama, Heidt se mudó al barrio de Brentwood, en Los Ángeles en el San Vicente Boulevard. Compró una mansión a la viuda de un dentista retirado, la cual ofrecía grandes vistas de Santa Monica Canyon, e incluso del Riviera Country Club y de la Isla Santa Catalina en los días claros.
Horace Heidt falleció en 1986 en Los Ángeles, California, a causa de una neumonía. Fue enterrado en el Cementerio Forest Lawn Memorial Park de Hollywood Hills, Los Ángeles.
Por su contribución a la radio, Heidt tiene una estrella en el Paseo de la Fama de Hollywood, en el 1631 de Vine Street, y otra más por su trabajo televisivo en el 6628 de Hollywood Boulevard.